# Élisabeth de Prusse
La princesse Élisabeth de Prusse (18 juin 1815-21 mars 1885) est la deuxième fille du prince Guillaume de Prusse (1783-1851) et de Marie-Anne-Amélie de Hesse-Hombourg. Elle est, par son père, la petite-fille du roi Frédéric-Guillaume II de Prusse et, par sa mère, celle du landgrave Frédéric V de Hesse-Hombourg. Sa sœur cadette Marie de Prusse épouse en 1842 le futur roi Maximilien II de Bavière et est la mère des rois Louis II de Bavière et Othon Ier de Bavière. La princesse Élisabeth est en outre l'arrière-arrière-grand-mère du prince Philip, duc d'Édimbourg.

## Mariage et enfants
Le 22 octobre 1836, elle épouse le prince Charles de Hesse-Darmstadt avec qui elle a quatre enfants :
- Louis IV (1837-1892), grand-duc de Hesse, époux de la princesse Alice, fille de la reine Victoria,
- Henri (1838-1900), général de cavalerie,
- Anne (1843-1865), épouse du grand-duc Frédéric-François II de Mecklembourg-Schwerin,
- Guillaume (1845-1900), général d'infanterie.